# Bring It On
Bring It On (Brasil: Teenagers - As Apimentadas / Portugal: Tudo por Elas) é um filme de comédia estadunidense de 2000, dirigido por Peyton Reed, e estrelado por Kirsten Dunst, Eliza Dushku, Jesse Bradford e Gabrielle Union. O enredo do filme gira em torno da preparação de uma equipe de líderes de torcida para as competições.
É o primeiro filme da série Bring It On (série de filmes). Foi lançado nos cinemas da América do Norte em 25 de agosto de 2000. No Brasil foi lançado em 5 de janeiro de 2001.

## Sinopse
Em busca de ganhar pelo 6.º ano consecutivo o Campeonato Nacional de Cheerleaders, Torrance Shipman (Kirsten Dunst), capitã da equipe de cheerleaders do San Diego Toros, precisa motivar sua equipe para derrotar seus principais rivais, os Clovers. Enquanto Isis (Gabrielle Union), capitã da equipe dos Clovers, busca arrecadar dinheiro para investir numa nova performance, Torrance enfrenta uma crise de criatividade, que faz com as coreografias de sua equipe não sejam nem um pouco originais. Ambas terão que enfrentar seus problemas e preparar suas equipes até o duelo final entre elas, no próprio Campeonato Nacional.

## Elenco
- Kirsten Dunst .... Torrance Shipman
- Eliza Dushku .... Missy Pantone
- Jesse Bradford .... Cliff Pantone
- Gabrielle Union .... Isis
- Clare Kramer .... Courtney Egbert
- Nicole Bilderback .... Whitney
- Tsianina Joelson .... Darcy
- Rini Bell .... Kasey
- Nathan West .... Jan
- Huntley Ritter .... Leslie
- Shamari Fears .... Lava
- Natina Reed .... Jenelope
- Brandi Williams .... Lafred
- Lindsay Sloane .... Big Red
- Bianca Kajlich .... Carver
- Holmes Osborne .... Bruce Shipman
- Sherry Hursey .... Christine Shipman
- Cody McMains .... Justin Shipman
- Carla Mackauf .... Namorada do Arron na faculdade
- Ian Roberts .... Sparky Polastri

## Recepção da Critica
O longa recebeu 63% de aprovação no Rotten Tomatoes, com base em um total de 117 avaliações; o consenso do site diz: "Apesar do enredo estereotipado e fofo, este filme é surpreendentemente divertido de assistir, principalmente devido à sua alta energia e como ele humoristicamente engana as líderes de torcida em vez de se levar a sério." O Metacritic, atribui uma pontuação média de 52 pontos, com base em 31 resenhas, indicando "Revisões mistas ou médias". Muitos críticos fizeram elogios ao desempenho de Kirsten Dunst, em sua resenha para o The New York Times, A. O. Scott a chamou de "uma excelente atriz cômica, em grande parte por causa de seu grande alcance expressivo e da agilidade com que ela pode passar da ansiedade para a agressão, de magoada a genuína".

## Bilheteria
Bring It On foi lançado na América do Norte em 25 de agosto de 2000, e arrecadou 17.362.105 de dólares em 2.380 cinemas durante o fim de semana de estréia, ficando em primeiro lugar nas bilheterias norte-americanas e tendo lucro logo na primeira semana, já o que o orçamento foi de 11 milhões. Embora tenha tido um declínio de 18% nos ganhos, o filme voltou a ocupar a primeira posição por uma segunda semana consecutiva e, posteriormente, por uma terceira, sendo considerado um sucesso. O filme arrecadou 68.379.000 de dólares na América do Norte e 22.070.929 de dólares fora dos Estados Unidos, chegando a um total de 90.449.929 de dólares.

## Legado
O sucesso do longa rendeu 5 sequencias lançadas pela Universal Studios diretamente em vídeo. O filmes contam praticamente com a mesma história e sempre com um elenco diferente.
Uma versão teatral e musical do filme estreou no Alliance Theatre, em Atlanta, Geórgia, em 16 de janeiro de 2011. O musical conta com músicas de Lin-Manuel Miranda e Tom Kitt, letras de Amanda Green, direção e coreografia de Andy Blankenbuehler. Uma turnê nacional do musical começou no Ahmanson Theatre, em Los Angeles, ficando em cartaz de novembro a 10 de dezembro de 2011. Depois viajou para São Francisco, Denver, Houston e Toronto no Canadá. O musical estreou na Broadway no St. James Theatre, em uma apresentação especial em 12 de julho de 2012, e entrou em cartaz oficialmente em 1º de agosto, indo até 30 de dezembro de 2012.
Vários atores desconhecidos (ou pouco conhecidos) que passaram pela franquia de filmes "Bring It On" alcançaram fama ou notoriedade em Hollywood, sendo no cinema, na televisão ou na música, como Gabrielle Union, Joshua Gomez, Felicia Day, Bethany Joy Lenz, Solange Knowles, Ashley Benson, Holland Roden, Caity Lotz entre outros. 
Em 2008 o filme ficou em 30º lugar na lista da Entertainment Weekly dos "50 melhores filmes de Escola", e atualmente é considerado um clássico cult.